# The Foot
"The Foot" es el tercer episodio de la primera temporada de la serie de televisión dramática estadounidense Six Feet Under. El episodio fue escrito por el productor supervisor Bruce Eric Kaplan y dirigido por John Patterson. Se emitió originalmente en HBO el 17 de junio de 2001.
La serie está ambientada en Los Ángeles y retrata la vida de la familia Fisher, que dirige una funeraria, junto con sus amigos y amantes. Explora los conflictos que surgen después de que el patriarca de la familia, Nathaniel, muere en un accidente automovilístico. En el episodio, los Fisher se enfrentan a una funeraria rival, que planea comprar una propiedad justo al lado de ellos. Mientras tanto, Claire descubre que Gabe expuso sus encuentros sexuales a la escuela.
Según Nielsen Media Research, el episodio fue visto por un estimado de 4,16 millones de espectadores en hogares y obtuvo una calificación de 2,8 en hogares de Nielsen. El episodio recibió críticas positivas de los críticos, quienes lo elogiaron por su humor y final.

## Trama
En una empresa de panificación, un hombre llamado Thomas Romano (John Capodice) presenta a un joven a su nuevo trabajo, que consiste en limpiar una amasadora. Mientras Romano entra a la batidora para mostrarle, el asistente se distrae con un insecto en su mano. Accidentalmente enciende la batidora, lo que provoca que Romano muera tras ser cortado en pedazos.
Nate (Peter Krause) cree que la familia debe vender Fisher & Sons a una gran cadena, Kroehner International, ya que un representante, Matthew Gilardi (Gary Hershberger) está interesado en su negocio. Sin embargo, David (Michael C. Hall) y Ruth (Frances Conroy) se oponen, mientras que Nate también se ve atormentado por la presencia de Nathaniel (Richard Jenkins). Nate también quiere irse a Seattle con Brenda (Rachel Griffiths), pero todavía duda en abandonar el negocio familiar. Harta de las constantes peleas entre sus hijos, Ruth decide pasar el día con su amiga, Amelia (Caroline Aaron), en una pista de caballos. A pesar de divertirse, Ruth termina perdiendo $25,000 en una carrera.
En la escuela, Claire (Lauren Ambrose) es objeto de burlas por parte de sus compañeros después de que Gabe (Eric Balfour) le confía a un amigo que le chupó el dedo del pie, hasta el punto de que su coche está cubierto de grafitis. Humillada, se enfrenta a Gabe, quien también encuentra divertidas las bromas que la rodean. Después de pensarlo, Nate y David deciden rechazar a Kroehner, pero su negativa tiene graves consecuencias cuando la gran corporación planea abrir un crematorio barato justo al otro lado de la calle. Esto, sumado a sus recientes deudas, sugiere que Fisher & Sons podría enfrentarse a la quiebra. Nate entonces decide involucrarse más en los servicios, incluida la recuperación de los pedazos cortados del cuerpo de Romano. Sin embargo, Nate, David y Federico (Freddy Rodríguez) se dan cuenta de que el pie de Romano ha desaparecido y no se encuentra en ninguna parte de la morgue.
Finalmente, se descubre que Claire tomó el pie y lo colocó en el casillero de Gabe como venganza. Esto involucra a la policía, pero Keith (Mathew St. Patrick) interfiere para evitar que Claire enfrente cargos. Más tarde la ayuda a localizar el pie en un parque, pero no logran encontrarlo. A medida que se acerca el funeral, Federico usa un hueso de carne para reemplazar el pie faltante de Romano. Esa noche, Claire le dice a la familia que no tendrán que lidiar con la casa Kroehner que tienen frente a ellos; la casa ha sido incendiada, para su sorpresa. Al día siguiente, una mujer saca a pasear a su perro y se sorprende cuando el perro recupera el pie perdido de Romano.

## Producción

### Desarrollo
El episodio fue escrito por el productor supervisor Bruce Eric Kaplan y dirigido por John Patterson. Este fue el primer crédito como guionista de Kaplan y el primer crédito como director de Patterson.

## Recepción

### Audiencia
En su emisión original en Estados Unidos, "The Foot" fue visto por un estimado de 4,16 millones de espectadores en hogares, con un rating en hogares de 2,8. Esto significa que fue visto por el 2,8% de los hogares estimados del país, y fue visto por 2,88 millones de hogares.  Esto representó un aumento del 6% en la audiencia con respecto al episodio anterior, que fue visto por 3,89 millones de espectadores en hogares con una calificación de 2,5 en hogares. 

### Reseñas críticas
"The Foot" recibió críticas positivas de los críticos. John Teti, de The AV Club, escribió: "El momento más significativo del personaje para mí es la visión que Nate tiene de Nathaniel mientras conduce de regreso a casa después de una reunión con Kroehner. Siempre es un placer que Richard Jenkins haga una aparición como Nathaniel, y es divertidísimo durante la reunión de Nate con Gilardi, el baboso y ambiguo".
Entertainment Weekly le dio al episodio una calificación de "B" y escribió: "El guión obtiene un kilometraje cómico considerable del asunto de los dedos del pie, pero una subtrama sobre Ruth perdiendo $25,000 en la pista no lleva a ninguna parte".  Mark Zimmer de Digitally Obsessed le dio al episodio una calificación perfecta de 5 de 5, escribiendo "Un poco de humor de payasadas combinado con el ingenio mordaz habitual hacen de este episodio una verdadera joya". 
TV Tome le dio al episodio una calificación de 8 de 10 y escribió "el episodio está lleno de comedia y caos, ya que Federico se las ingenia para ocultar el hecho de que el pie del fallecido falta a su familia, que exige una inspección más cercana del cadáver reensamblado. Sí, estoy seguro de que es un poco ilegal, pero eso no impide que sea muy divertido".  Billie Doux de Doux Reviews le dio al episodio 3 de 4 estrellas y escribió "Todo el asunto con Kroehner, los mercaderes de la muerte, fue divertido al principio. Pero se volvió algo inquietante cuando Kroehner inmediatamente comenzó a llevar a cabo sus amenazas. Incluso peor que perder negocios y proveedores y lidiar con inspecciones de salud inesperadas fue su intento de reclutar al excepcionalmente talentoso Rico. ¿Podrían los Fisher siquiera lograrlo sin Rico?"  Television Without Pity le dio al episodio una calificación de "B–". 
En 2016, Ross Bonaime de Paste lo clasificó en el puesto 43 en un ranking de episodios de la serie y escribió: "“The Foot” es icónico para los fanáticos del programa, pero al igual que el rápido interludio musical al comienzo del episodio, Six Feet Under mejoraría a medida que avanzaba, combinando esos momentos de dura realidad con segmentos que podrían liberar la tensión".